# 寿安镇 (成都市)
寿安镇，是中华人民共和国四川省成都市温江区下辖的一个乡镇级行政单位。

## 行政区划
寿安镇下辖以下地区：
吴家场社区、汪家湾社区、团结社区、百花社区、喻庙社区、复兴社区、东岳社区、天星村、长青村、苦竹村、新林村、清水村、岷江村、天源村和胜利村。